# Музей Пио-Клементино
Музей Пио-Клементино (итал. Museo Pio-Clementino) — один из музеев Ватикана во дворце Бельведер. Музей основан по поручению папы Климента XIV (1769—1774) и Пия VI (1775—1799) с целью хранения произведений искусства античного Рима.

## История
В 1770 году папа Климент XIV при поддержке своего казначея Джован Анджело Браски, будущего папы Пия VI, распорядился собирать все археологические находки и приобретать новые произведения для своего музея. Первыми приобретениями стали монументальные мраморные «канделябры Барберини», в то время находившиеся в коллекции Франческо Фускони, собрание скульптур из коллекции Маттеи. Сначала было решено разместить новые приобретения в галереях Ватиканской библиотеки, но обширность закупок потребовала нового места. Выбор пал на дворец Бельведер, где с XVI века хранились известные античные скульптуры. Лоджия здания и некоторые смежные комнаты были переоборудованы архитектором Алессандро Дори. С приходом Пия VI на папский престол в феврале 1775 года проект, в том числе стараниями неутомимого Джованни Баттиста Висконти, занимавшего в то время должность Уполномоченного по древностям Рима (Commissario delle Antichità di Roma), приобрел широкие масштабы за счет строительства новых залов, соединивших здание пятнадцатого века с верхними коридорами западной галереи постройки Донато Браманте.
Работы продолжались до 1793 года. После смерти А. Дори в 1772 году строительство возглавили архитекторы Микеланджело Симонетти и Джузеппе Кампорезе. Джованни Висконти принимал самое деятельное участие в предприятии: он отбирал скульптуры в мастерских художников и лавках антикваров, с которыми напрямую договаривался о закупочной цене, выбирал лучшие работы, которые были обнаружены в результате раскопок, проводимых в Папской области, руководил реставрацией скульптур, составлял отчёты и аннотации экспонатов на латинском языке. Висконти начал составление обширных каталогов Музея Пио-Клементино, продолженное его сыном Эннио Квирино Висконти. При его жизни в 1782 году в Риме был опубликован первый том: «Музей Пио-Клементино, описанный Джамбаттистой Висконти, префектом древностей Рима, том I, посвященный Святейшеству нашего Господа Пию Шестому Великому Понтифику» (Il Museo Pio-Clementino descritto da Giambattista Visconti Prefetto delle Antichità di Roma, Tomo I, dedicato alla Santità di Nostro Signore Pio Sesto Pontefice Massimo). За ним последовали ещё шесть, опубликованные между 1784 и 1810 годами его сыном Эннио Квирино.
После смерти Висконти Старшего, последовавшей 2 сентября 1784 года, должность хранителя коллекций занял Джованни Пьерантони.

## Экспозиция

### Внутренний дворик
При папе Юлии II квадратный внутренний дворик назывался итал. Cortile delle Statue: в нём среди апельсиновых деревьев располагались античные статуи. В 1775 году М. Симонетти, осуществлявший реконструкцию дворца по заказу папы Пия VI, перестроил его в октагональный (итал. Cortile Ottagono). В 1803 году в четырёх углах дворика были устроены отделённые аркадами четыре ниши:
| Скульптуры | Название      | Ниша |
| ---------- | ------------- | --- |
|            | Ниша Лаокоона | Мраморная группа «Лаокоон и его сыновья»: (I век до н. э., 184 см) возможно находилась во дворце императора Тита на Палатине. 14 января 1506 года фрагменты группы были найдены в Риме на территории Золотого дома Нерона и отреставрированы Микеланджело, который заменил отсутствующую правую руку. Плиний Старший пишет в «Naturalis historia», что это работа родосских скульпторов Агесандра, Полидора и Афинодора. До сих пор точно не известно, была ли группа копией греческого бронзового оригинала (II век до н. э.) из Пергама. |
|            | Ниша Кановы   | Персей: работы Антонио Кановы (1800—1801 года). Статуя была выполнена по заказу папы Пия VII, чтобы заменить оригинал, разрушенный войсками Наполеона. Персей изображен в шлеме Аида, с мечом Гефеста, в сандалиях Гермеса и с головой Медузы в руке. |
|            | Ниша Аполлона | Аполлон Бельведерский: одна из самых знаменитых статуй Ватикана находится в коллекции музея с 1509 года. Мраморная римская копия 130—140 годов н. э. с бронзового оригинала афинского скульптора Леохара. |
|            | Ниша Гермеса  | Статуя Гермеса: также «Антиной Бельведерский», римская копия оригинала Праксителя (IV век до н. э.), некогда находившегося в священной Олимпии. Статую ошибочно считали изображением любимца императора Адриана, поскольку её нашли в 1543 году недалеко от замка Святого Ангела (мавзолея Адриана). |

### Зал животных
В Зале животных (итал. Sala degli Animali) находится самое богатое в мире собрание античных скульптур, изображающих различных животных (около 150 статуй) из цветного и белого мрамора и алебастра. Часть скульптур представляет собой копии греческих и римских оригиналов, выполненные по заказу папы Пия VI итальянским скульптором Франческо Антонио Францони, часть других составлена Францони из подлинных античных фрагментов.
Также здесь выставлены статуя Мелеагра с собакой и головой Калидонского вепря (римская копия греческого оригинала Скопаса IV век до н. э.), торс Минотавра (греческий оригинал, V век до н. э.), римские саркофаги, принадлежавшие членам известной патрицианской семьи Сципионов. Статуи были отреставрированы в конце XIX века.

### Галерея статуй
Галерея статуй (итал. Galleria delle Statue) изначально являлась летним павильоном дворца папы Иннокентия VIII, украшенного в XV веке фресками Андреа Мантеньи и Пинтуриккьо, во второй половине XVIII века переделана в галерею статуй. Здесь находятся римские статуи, а также копии греческих оригиналов классического периода (V—IV веков): статуи «Спящей Ариадны» (копия греческого оригинала, II век), «Пригнувшейся Венеры» (копия оригинала Дедалоса, III в. до н. э.), «Эроса из Ченточелле» (копия с оригинала IV в. до н. э.), «Нептуна», «Раненой амазонки», «Сидящего Париса», «Пьяного Сатира», «Септимия Севера», «Нарцисса», «Плач Пенелопы», «Минервы» и «Меандра». А также «Аполлон, убивающий ящерицу» (Apollon Sauroktonos), копия бронзового оригинала Праксителя (IV в. до н. э.), несколько монументальных греческих стел и самые красивые канделябры античности (итал. Candelabri Barberini) из виллы Адриана в Тиволи.

### Зал Ротонда
Зал Ротонда (итал. Sala Rotonda) построен Микеланджело Симонетти в 1780—1782 годах в соответствии с идеалами неоклассицизма XVIII века. В центре зала находится огромная монолитная порфировая чаша (13 м в периметре) из Золотого дома императора Нерона. В нишах установлены 18 статуй и бюстов римских и греческих богов и героев, среди них:
- статуя Антиноя, любимца императора Адриана в облике бога Диониса-Осириса;
- портрет императора Адриана в виде Дионисия;
- статуя Геркулеса из позолоченной бронзы (II век, найдена близ театра Помпея) — единственная позолоченная статуя, сохранившаяся со времён античности;
- колоссальная голова Юпитера из Отриколи (IV в.);
- Гера Барберини — мраморная римская копия греческого оригинала (II в.)
- беломраморная статуя императора Клавдия в облике Юпитера, увенчанного венком из дубовых листьев.

Пол украшает римская мозаика (III век) из терм Отриколи (в Умбрии), изображающая битву греков с кентаврами, тритонами и нереидами.
- Зал Ротонда
- Антиной
- Геркулес
- Мозаика зала

### Зал греческого креста
Зал греческого креста (итал. Sala a Croce Greca) оформлен по проекту М. Симонетти в египетском стиле. В плане имеет вид равноконечного греческого креста. Здесь имеется несколько превосходных римских мозаик (в том числе одна, изображающая фазу Луны, II в. н. э.) и статуй II—III в. Среди скульптур выделяются фугура юного императора Октавиана Августа и скульптурный портрет Юлия Цезаря. В Зале греческого креста (итал. Sala a Croce Greca) находятся порфировые саркофаги Констанции (из мавзолея Констанции, 350—360 года) и Елены (из мавзолея Елены, IV век), дочери и матери императора Константина. Первый украшен рельефом с изображением амуров, собирающих виноград (как символ радостей Диониса, бога виноделия, и христианства: вино как кровь Христа). На втором изображены римские всадники, торжествующие над варварами. Предположительно саркофаг предназначался для самого императора Константина. Позади саркофага Констанции стоит статуя шагающей женщины — как считается, это единственный дошедший до наших дней портрет легендарной Клеопатры. В центре зала находится мозаика (III век) из Тускула.
- Мозаика в Зале греческого креста
- Саркофаг Констанции
- Саркофаг Елены

### Галерея бюстов
В Галерее бюстов (итал. Galleria dei Busti) размещается собрание фресок эпохи Ренессанса, более ста бюстов античных богов и богинь, римских патрициев и простых граждан, а также мраморные портреты римских императоров: Нервы в образе Юпитера (I век), Адриана (II век), Каракаллы (III век), юного Августа, Марка Аврелия, Клавдия.

### Кабинет масок
Пол Кабинета масок (итал. Gabinetto delle Maschere) украшен мозаикой, обнаруженной в 1780 году на вилле императора Адриана в Тиволи, на которой изображены маски (II век н.э). Сама галерея представляет собой часть перестроенного в XVIII веке летнего павильона, примыкавшего ко дворцу Иннокентия VIII. Вдоль стен выставлены мраморные античные статуи, например «Три Грации» (римская копия с эллинистического оригинала), «Сатир», «Танцующая женщина» (найдена в окрестностях Неаполя), а также знаменитая статуя Афродиты Книдской, которая считается одной из лучших копий бронзовой скульптуры работы Праксителя (IV век до н. э.).

### Зал муз
Создан в 1782 году М. Симонетти. Его украшают шестнадцать колонн из каррарского мрамора. В Зале муз (итал. Sala delle Muse) находятся мраморные статуи Аполлона и девяти муз (копии с греческих бронзовых оригиналов, III век до н. э.), найденные при раскопках римской виллы при Тиволи в 1775 году, а также гермы римской работы с изображениями греческих философов. В центре зала находится Бельведерский торс (I в. до н. э.). Возможно это изображение Геракла, сидящего на звериной шкуре, или Полифема, Филоктета, Марсия или Аякса. На постаменте написано: «работы Аполлония, сына Нестора из Афин».

### Кабинет Апоксимена
В центре кабинета Апоксиомена (итал. Gabinetto dell'Apoxyomenos) установлена превосходная римская копия статуи атлета «Апоксиомен» с оригинала работы Лисиппа (IV в. до н. э.)